# Platen Spitz
Le Platen Spitz est une montagne d'Indonésie située sur l'île de Nouvelle-Guinée, dans la chaîne de Sudirman, au sud-ouest du Puncak Jaya.

Carte centrée sur le Puncak Jaya avec le Platen Spitz au sud-ouest.